# Attilio Benfatto
Attilio Benfatto (ur. 11 marca 1943 w Santa Maria di Sala, zm. 5 kwietnia 2017) – włoski kolarz torowy i szosowy, dwukrotny medalista torowych oraz brązowy medalista szosowych mistrzostw świata.

## Kariera
Pierwszy sukces w karierze Attilio Benfatto osiągnął w 1963 roku, kiedy został mistrzem kraju w drużynowym wyścigu na dochodzenie. Rok później wystartował na torowych mistrzostwach świata w Paryżu, gdzie wspólnie z Franco Testą, Vicenzo Mantovanim i Carlo Rancatim zdobył srebrny medal w tej samej konkurencji. Podczas rozgrywanych w 1966 roku szosowych mistrzostw świata w Nürburgu Benfatto razem z Luciano Dalla Boną, Pietro Guerrą i Mino Dentim zdobył brązowy medal w drużynowej jeździe na czas. Trzeci i ostatni medal wywalczył dopiero osiem lat później, na torowych mistrzostwach świata w Montrealu, gdzie zajął trzecie miejsce w wyścigu ze startu zatrzymanego zawodowców. W zawodach tych wyprzedzili go jedynie Cees Stam z Holandii oraz Theo Verschueren z Belgii. W wyścigach szosowych największymi sukcesami Benfatto są zwycięstwa w dwóch etapach Giro d’Italia – po jednym w 1969 i 1972 roku. Pięciokrotnie zdobywał złote medale torowych mistrzostw kraju, ale nigdy nie wystartował na igrzyskach olimpijskich.